# Émile Amoros
Émile Amoros (Saint-Sébastien-sur-Loire, 26 de agosto de 1995) es un deportista francés que compite en vela en la clase 49er. Ganó una medalla de oro en el Campeonato Europeo de 49er de 2023.

## Palmarés internacional
| \| Campeonato Europeo \| Campeonato Europeo \| Campeonato Europeo \| Campeonato Europeo \| \| Año \| Lugar \| Medalla \| Clase \| \| ------------------ \| -------------------- \| ------------------ \| ------------------ \| \| 2023 \| Vilamoura (Portugal) \| Medalla de oro \| 49er \| |                      |                |       |
| Campeonato Europeo |                      |                |       |
| Año | Lugar                | Medalla        | Clase |
| 2023 | Vilamoura (Portugal) | Medalla de oro | 49er  |